# Estelle Alphand
Estelle Erika Ainee Alphand (Brianzón, Francia, 23 de abril de 1995) es una deportista sueca que compite en esquí alpino, especialista en la modalidad de eslalon. Es hija del esquiador francés Luc Alphand.
Ganó dos medallas en el Campeonato Mundial de Esquí Alpino, en los años 2021 y 2025, ambas en la prueba de equipo mixto. 

## Palmarés internacional
| Campeonato Mundial | Campeonato Mundial         | Campeonato Mundial | Campeonato Mundial |
| Año                | Lugar                      | Medalla            | Prueba             |
| ------------------ | -------------------------- | ------------------ | ------------------ |
| 2021               | Cortina d'Ampezzo (Italia) | Medalla de plata   | Equipo mixto       |
| 2025               | Saalbach (Austria)         | Medalla de bronce  | Equipo mixto       |